# Köln-Nippes (stacja kolejowa)
Köln-Nippes – stacja kolejowa w Kolonii, w kraju związkowym Nadrenia Północna-Westfalia, w Niemczech. Znajduje się tu 1 peron.